# Pozytywka (album Farben Lehre)
Pozytywka – studyjny album polskiego zespołu punkrockowego Farben Lehre, wydany w 2003 przez wydawnictwo Offmusic.

## Lista utworów
1. „Pozytywka” – 3:28
2. „Pankregeparty” – 3:07
3. „Spodnie z GS-u” – 3:09
4. „Tak niewiele” – 3:16
5. „Magia” – 3:59
6. „Wyścig” – 4:02
7. „Ostatni skaut” – 3:26
8. „Kwiaty świata” – 2:47
9. „Niepiosenka” – 2:32
10. „Jestem” – 2:58
11. „Czadzik” – 3:07
12. „Judasz” – 3:09
13. „I nikomu nie wolno się z tego śmiać” – 3:07
14. „Miasto końca wieku” (bonus) – 2:38
15. „Matura 2000” (bonus) – 2:52

## Twórcy
- Wojciech Wojda – śpiew, teksty
- Konrad Wojda – gitara, śpiew
- Robert Chabowski – gitara
- Filip Grodzicki – gitara basowa, śpiew
- Adam Mikołajewski – perkusja
- Jacek Trafny – perkusja (14, 15)

Gościnnie
- Małgorzata Tomczak-Banachowicz – śpiew (5, 13)
- Dorota Cieślik – saksofon (2, 9); chórki (3, 9)
- Ula Kwaśniewska – głos (12)
- Andrzej „Kobra” Kraiński – gitara (4, 6, 13); śpiew (4, 8, 11, 13)
- Krzysztof Kralka – saksofon (1)

Realizacja nagrań: Marek Bereszczyński, Maciek Miechowicz.